# Charles Janssens (revueartiest)
Charles (of in de volksmond Charel) Janssens (Borgerhout, 8 juni 1906 - Antwerpen, 23 augustus 1986) was een Belgische acteur en revueartiest, die tussen 1934 en 1970 in een 40-tal Belgische en internationale filmproducties meespeelde, waarbij hij 22 maal een hoofdrol vertolkte. Als revueartiest maakte hij 16000 sketches die in het Antwerps dialect werden gebracht, met als basisthema het dagelijkse leven.

## Biografie
Janssens werd te Borgerhout, Antwerpen geboren in 1906. Zijn vader was Piet Janssens (1868 - 1924), een gevierd acteur in de periode rond de Eerste Wereldoorlog. Vanaf zijn zesde levensjaar mocht Charel kinderrollen spelen in het toenmalige Hippodroomtheater in Antwerpen, waar zijn vader de functie van directeur bekleedde.
Op 18 jaar werd hij beroepsacteur in het theater Volksgebouw op de Meir te Antwerpen, maar na twee jaar werd hij aangetrokken door de Koninklijke Nederlandse Schouwburg (KNS), waar hij 17 jaar lang in dienst bleef.
Omdat hij klein van stuk was kreeg hij er zelden hoofdrollen en voelde hij zich als een reservespeler langs de lijn. Vaak werd hij gecast als typetjes zoals de bewaker, de dienaar of de postbode.
In 1939 kreeg hij een bijrol in de film Een engel van een man van Jan Vanderheyden. Later kreeg hij van deze zelfde producer zijn eerste hoofdrol aangeboden in de film Janssens tegen Peeters uit 1939-1940.
In de roerige oorlogsjaren leerde hij Co Flower kennen, met wie hij een jarenlange samenwerking startte die van 10 juni 1942 tot 1984 duurde.
In 1962 speelde hij in de film De Ordonnans de uitbater van een vlooienspel.
De recentste films waarin hij meespeelde zijn De komst van Joachim Stiller, Verbrande Brug, Mira en Malpertuis.